# Haines (Oregon)
Haines és una població dels Estats Units a l'estat d'Oregon. Segons el cens del 2000 tenia 426 habitants.

## Demografia
Segons el cens del 2000, Haines tenia 426 habitants, 183 habitatges, i 127 famílies. La densitat de població era de 208,2 habitants per km².
Dels 183 habitatges en un 32,8% hi vivien nens de menys de 18 anys, en un 50,3% hi vivien parelles casades, en un 12% dones solteres, i en un 30,6% no eren unitats familiars. En el 27,3% dels habitatges hi vivien persones soles el 13,1% de les quals corresponia a persones de 65 anys o més que vivien soles. El nombre mitjà de persones vivint en cada habitatge era de 2,33 i el nombre mitjà de persones que vivien en cada família era de 2,82.
Per edats la població es repartia de la següent manera: un 27,2% tenia menys de 18 anys, un 5,6% entre 18 i 24, un 26,3% entre 25 i 44, un 24,2% de 45 a 60 i un 16,7% 65 anys o més.
L'edat mediana era de 39 anys. Per cada 100 dones de 18 o més anys hi havia 93,8 homes.
La renda mediana per habitatge era de 25.000$ i la renda mediana per família de 26.500$. Els homes tenien una renda mediana de 18.750$ mentre que les dones 14.875$. La renda per capita de la població era de 13.134$. Aproximadament el 22,1% de les famílies i el 25% de la població estaven per davall del llindar de pobresa.

## Poblacions més properes
El següent diagrama mostra les poblacions més properes.